# Pete Williams

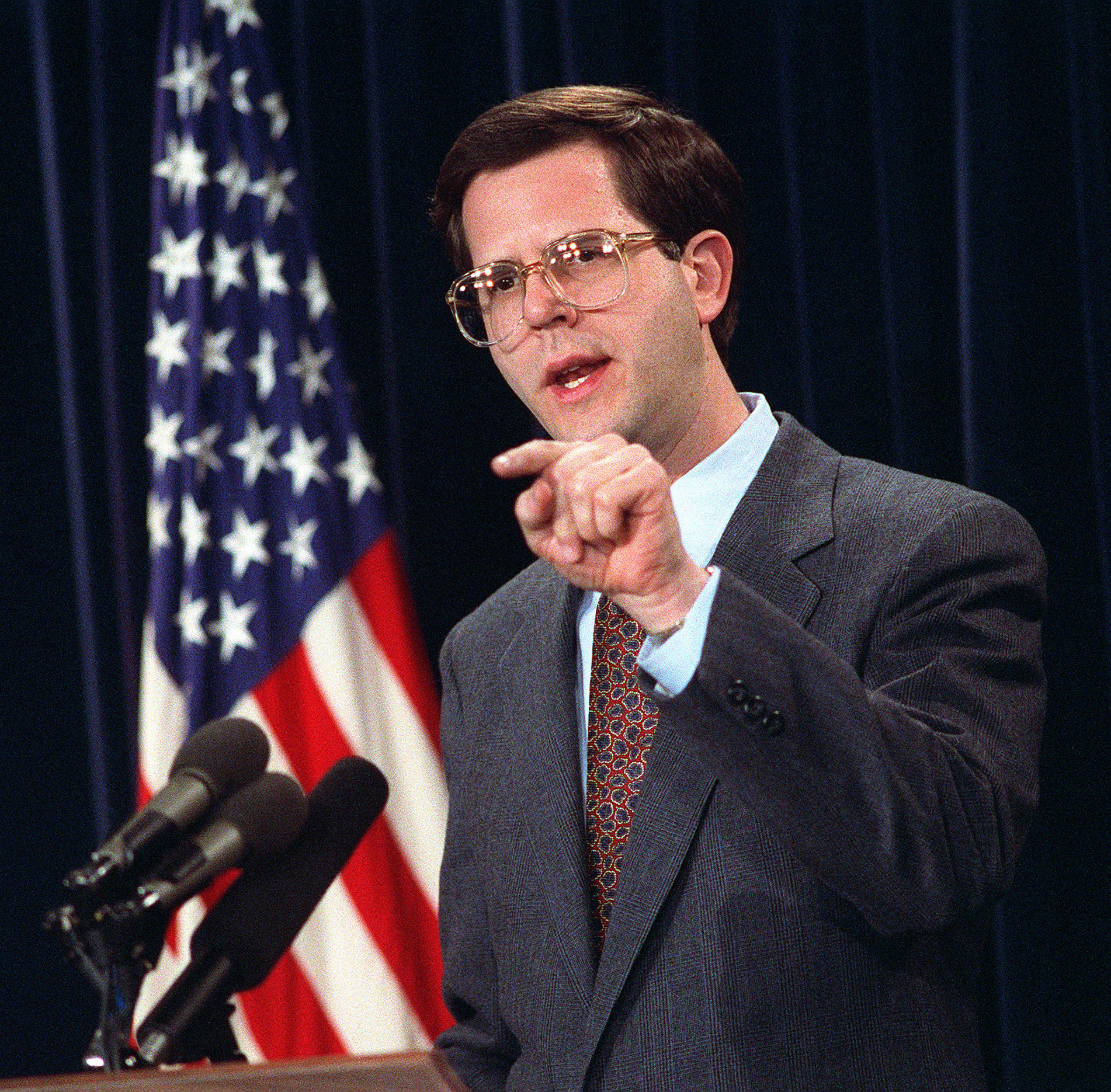
Pete Williams, 1991

 Louis Alan „Pete“ Williams (* 28. Februar 1952 in Casper, Wyoming) ist ein US-amerikanischer Journalist und Sachbuchautor.

## Leben
Williams besuchte die Natrona County High School in Casper, Wyoming, und studierte an der Stanford University Journalismus und Geschichte. 1974 erreichte er seinen Abschluss an der Stanford University. Von 1974 bis 1985 war Williams Reporter für den US-amerikanischen Fernsehsender KTWO-TV und den Radiosender KTWO (AM). Von 22. Mai 1989 bis 20. Januar 1993 war Williams als Nachfolger von J. Daniel Howard als Assistent des Verteidigungsministers für öffentliche Angelegenheiten unter Präsident George H. W. Bush tätig. 1991 wurde Williams vom Journalisten Michelangelo Signorile als homosexuell geoutet. Seit 1993 ist Williams als Korrespondent für die US-amerikanische Nachrichtensendung NBC News auf dem Fernsehsender National Broadcasting Company tätig. Williams gewann dreimal für seine Berichte den Emmy Award.

## Auszeichnungen und Preise (Auswahl)
- Fernsehpreis Emmy Award dreimal
- 2012: Ehrendoktor of Letters, von der University of Wyoming